# Rozpłucie Pierwsze
Rozpłucie Pierwsze (prononciation : [rɔsˈpwut͡ɕɛ ˈpjɛrfʂɛ]) est un village polonais de la gmina de Ludwin dans le powiat de Łęczna de la voïvodie de Lublin dans l'est de la Pologne.
Le village compte approximativement une population de 120 habitants.

## Histoire
De 1975 à 1998, le village est attaché administrativement à l'ancienne Voïvodie de Lublin.

Depuis 1999, il fait partie de la nouvelle voïvodie de Lublin.